# Dymond (Ontario)
Dymond to dawna gmina (ang. township) w Kanadzie, w prowincji Ontario, w dystrykcie Timiskaming. W 2004 roku Dymond razem z miastami New Liskeard oraz Haileybury utworzył miasto Temiskaming Shores.
Według danych spisu powszechnego z roku 2001 Dymond liczyło 1181 mieszkańców (14,92 os./km²).